# Luis Tamayo
Luis Tamayo es un actor colombiano de cine, teatro y televisión, activo desde finales de la década de 1980.

## Carrera
Entre 1986 y 1987 tuvo un pequeño papel secundario en la telenovela Gallito Ramírez, como amigo de Fercho Durango antagonista de Javier "Gallito" Ramírez, en 1996 integró el reparto de la popular telenovela Guajira, donde interpretó el papel de Sidro el palabrero. Esta actuación le valió obtener un premio Simón Bolívar en la categoría de mejor actor de reparto. En 2003 tuvo una destacada actuación en la telenovela La costeña y el cachaco, en la que interpretó el papel de Pepe. Inició la década de 2010 con un papel en la telenovela Chepe Fortuna, seguido de una aparición en Lecciones para un beso de 2011. En 2012 interpretó el papel del agente Golero en la serie ¿Dónde carajos está Umaña? Tarde lo conocí, telenovela sobre la vida de la cantante vallenata Patricia Teherán, fue su siguiente aparición en la televisión colombiana. En 2019 retornó al cine, apareciendo en la película de Juan Camilo Pinzón Los Ajenos Fútbol Club.

## Filmografía

### Televisión
| Año       | Título                     | Personaje            | Canal              |
| --------- | -------------------------- | -------------------- | ------------------ |
| 2019      | Los Briceño                |                      | Netflix            |
| 2017      | El Comandante              |                      | Canal RCN          |
| 2017-2018 | Tarde lo conocí            | Benjamín Plata       | Caracol Televisión |
| 2012-2013 | ¿Dónde carajos está Umaña? | Agente Golero        | Caracol Televisión |
| 2010-2011 | Chepe Fortuna              | Don Abdulio          | Canal RCN          |
| 2008-2010 | Oye bonita                 |                      | Caracol Televisión |
| 2003-2004 | La costeña y el cachaco    | Pepe                 | Canal RCN          |
| 2001-2003 | Francisco el Matemático    | Eusebio Lucena       | Canal RCN          |
| 1996-1997 | Guajira                    | Cidro "El palabrero" | Canal RCN          |
| 1986-1987 | Gallito Ramirez            |                      | Cadena Uno         |

## Cine
- Los Ajenos Fútbol Club (2019)
- Lecciones para un beso (2011)
- Bolívar soy yo (2002)